# Mirrânidas de Gogarena
Os mirrânidas de Gogarena foram uma dinastia principesca iraniana que governou a região fronteiriça armeno-ibérica de Gogarena de c. 330 até o século VIII com o título de vitaxa (vice-rei, marquês).

## História
Embora a família alegasse descendência da dinastia reinante do Império Sassânida, eram na realidade um ramo da Casa de Mirranes, uma das sete grandes casas partas do Irã. Seu primeiro vitaxa foi Perozes, que desalojou os vitaxas guxáridas de Gogarena, iniciando assim o governo mirrânida lá. Durante este período, os mirrânidas desfrutaram de relações calorosas com a recém-estabelecida dinastia cosroida do Reino da Ibéria, também um ramo da Casa de Mirranes. Peroz era genro de Meribanes III (r. 284–361), o primeiro rei cristão da Ibéria. Embora Perozes se recusasse a se converter ao cristianismo, permaneceu leal ao rei ibérico. Ele e seus seguidores finalmente se converteram durante o governo do filho e sucessor de Meribanes III, Aspacures II (r. 361–363). Gogarena estava normalmente sujeita ao Reino da Armênia, mas caiu sob a autoridade da Ibéria depois que os sassânidas e romanos dividiram a Armênia em 387. Não muito antes, o Reino da Ibéria caiu sob a autoridade dos sassânidas após uma invasão do xainxá Sapor II (r. 309–379).
Vasgeno viajou para a corte iraniana em 470, onde se converteu ao zoroastrismo e mudou sua lealdade da monarquia ibérica para o Império Sassânida. Como recompensa por sua conversão, recebeu o vice-reinado do Reino da Albânia e uma filha de Perozes I (r. 459–484) em casamento. Defendendo sua posição pró-iraniana, tentou forçar sua família a se converter ao zoroastrismo, incluindo sua primeira esposa Susana, filha de Vardanes II, o que acabou resultando em seu martírio. Suas políticas eram inaceitáveis para o rei ibérico Vactangue I (r. 447–522), que o matou e então se revoltou contra o Irã em 482. O vitaxa Vararanes Axuxa V ficou do lado dos sassânidas durante a [Guerra bizantina-sassânida de 602–628]] e foi capturado na Batalha de Nínive em 12 de dezembro de 627. No século VIII, as terras e títulos dos mirrânidas foram adquiridos pelos príncipes armênios Bagratúnios, marcando assim o fim dos mirrânidas de Gogarena.

## Vitaxas de Gogarena
Com base em fontes disponíveis, o historiador Cyril Toumanoff deduziu uma lista dos vitaxas mirrânidas de Gogarena, embora permaneça incompleta.
| Nome              | Reinado               |
| ----------------- | --------------------- |
| Perozes           | 330–361?              |
| Bacúrio I         | após 394–430          |
| Axuxa I           | após 430–?            |
| Bacúrio II        | meados do século V    |
| Axuxa II          | ?–470                 |
| Vasgeno           | 470–482               |
| Axuxa III         | 482 – após 540/1      |
| Axuxa IV          | Anos 610              |
| Vararanes Axuxa V | Anos 620              |
| Axuxa VI          | Meados do século VIII |